# Stator

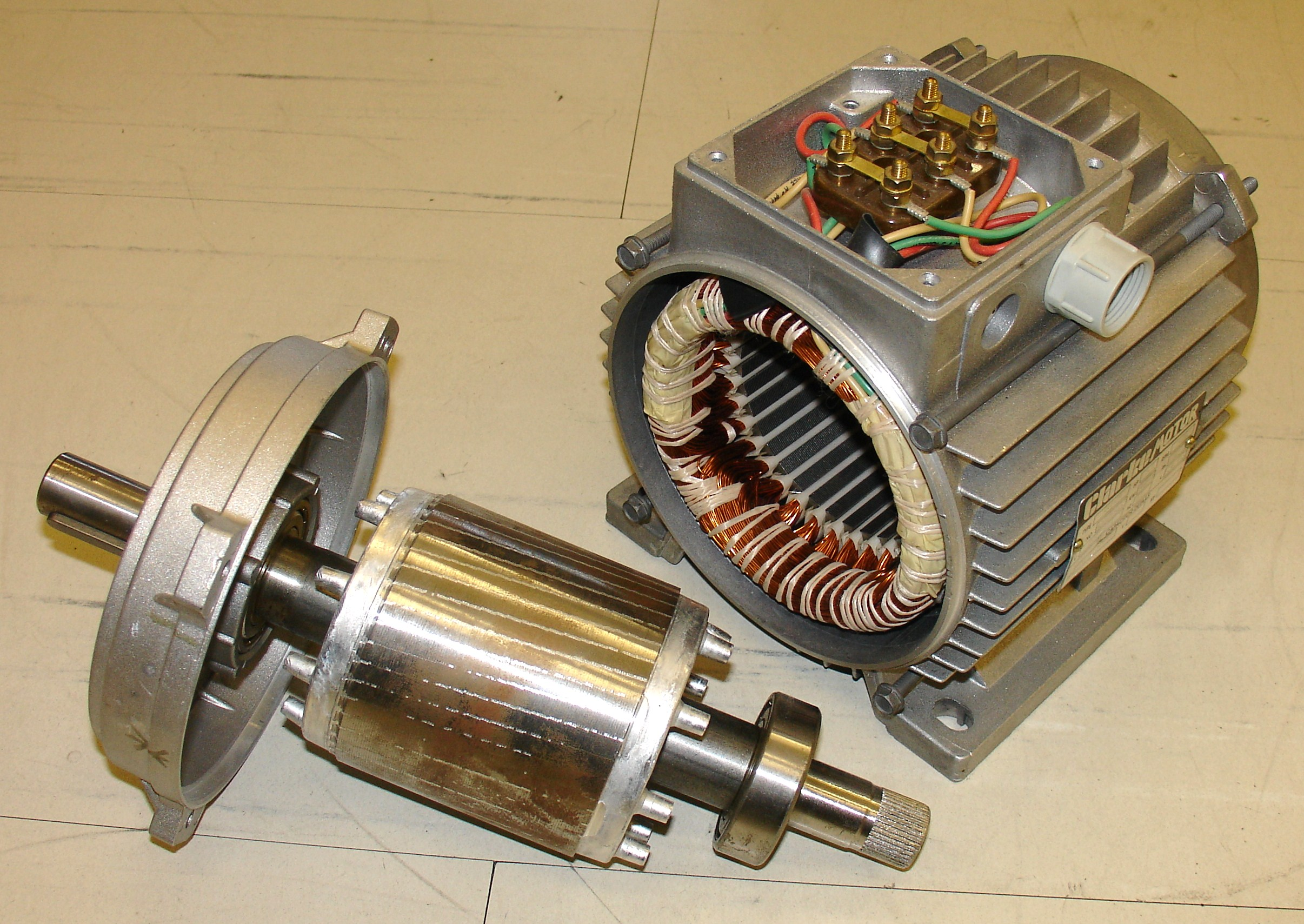
Rotor (phía dưới, bên trái) và stator (phía trên, bên phải) của một động cơ điện.

Stator, từ tiếng Anh (gốc từ stationary: đứng yên) chỉ phần đứng yên, phần đứng, phần không chuyển động của một hệ thống máy quay, là phần ngược lại của rotor. Nó có trong các máy phát điện, động cơ điện, còi báo động hoặc rotor sinh học.

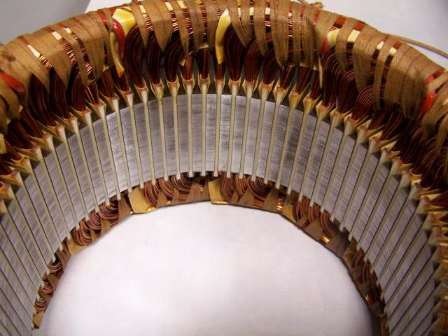
Stator của một động cơ điện xoay chiều 3 pha

## Trong động cơ
Tùy thuộc vào hình dạng, cấu tạo của một động cơ điện, stator có thể hoạt động như một nam châm, tác dụng với rotor để tạo chuyển động hoặc nó có thể hoạt động như phần ứng, nhận được ảnh hưởng của nó từ di chuyển cuộn dây trường trên rotor. Việc đầu tiên máy phát điện DC (gọi là đinamô) và động cơ DC đặt các cuộn dây trường trên stator, và thế hệ điện hoặc phản ứng động cơ cuộn dây trên rotor. Điều này là cần thiết vì một chuyển đổi năng lượng liên tục di chuyển được gọi là chuyển mạch là cần thiết để giữ cho các lĩnh vực phù hợp một cách chính xác trên các cánh quạt quay. Cổ góp phải trở nên lớn hơn và mạnh mẽ hơn như tăng hiện tại.
Stato của những thiết bị này có thể là một  nam châm hay một nam châm điện. Trường hợp stator là một nam châm điện, cuộn dây mà sinh lực nó được gọi là các cuộn dây hoặc 'trường quanh co.

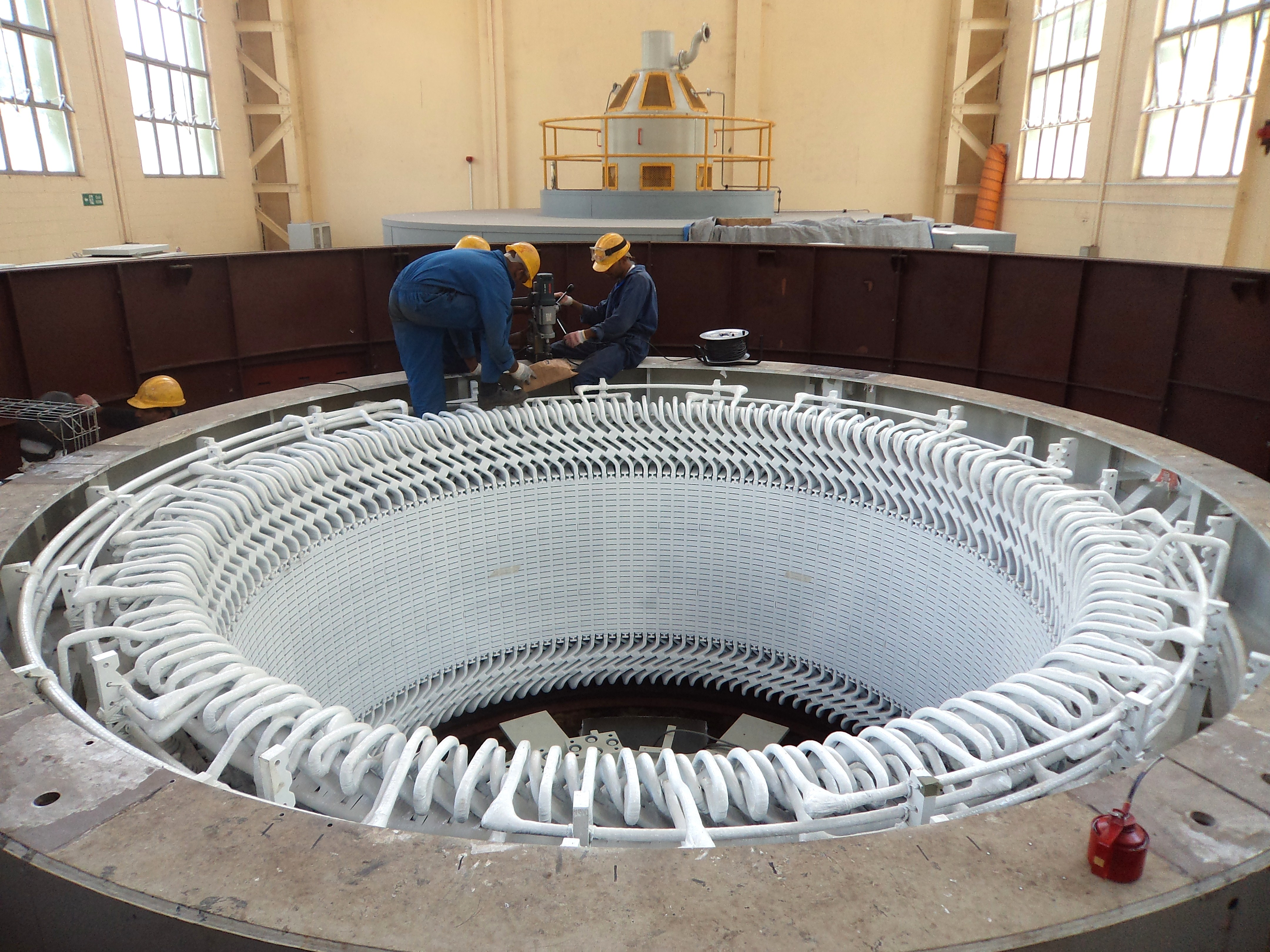
Cuộn dây stato của một máy phát điện tại một nhà máy thủy điện.

Các cuộn dây có thể là lõi sắt hoặc nhôm. Để giảm thiểu thiệt hại trong động cơ, các nhà sản xuất luôn luôn sử dụng đồng như các vật liệu thực hiện trong cuộn dây. nhôm, vì tính dẫn điện của nó thấp hơn, có thể là một vật liệu thay thế trong động cơ mã lực phân đoạn, đặc biệt là khi động cơ được sử dụng cho khoảng thời gian rất ngắn.
Một AC phát điện có thể sản xuất điện trên nhiều cuộn dây điện cao hiện kết nối song song, loại bỏ sự cần thiết cho các chuyển mạch. Đặt cuộn dây trường trên rotor cho phép cho một không tốn kém vòng trượt cơ chế để chuyển điện áp cao, điện năng thấp hiện tại để cuộn lĩnh vực luân phiên.
Nó bao gồm một khung thép bao quanh một hình trụ rỗng lõi (tạo thành từ laminations của thép silic ). Các laminations là giảm trễ và dòng xoáy thua lỗ.

## Thiết bị chất lỏng
Trong một tuabin, phần tử stato chứa các lưỡi hoặc cổng được sử dụng để chuyển hướng dòng chất lỏng. Các thiết bị như vậy bao gồm tua bin hơi và bộ chuyển đổi mô-men xoắn. Trong còi báo động cơ học, stato chứa một hoặc nhiều hàng lỗ thoát khí vào rôto; bằng cách kiểm soát luồng không khí qua các lỗ, âm thanh của còi báo động có thể bị thay đổi. Một stato có thể được sử dụng để tạo hiệu ứng tuyệt vời để giảm nhiễu loạn và năng lượng quay được giới thiệu bởi một quạt tuabin hướng trục, tạo ra một cột không khí ổn định với số Reynold thấp hơn. [3]